# روداو لاندستساپه پارک
روداو لاندستساپه پارک (به لهستانی:  Rudawy Landscape Park) یک منطقهٔ مسکونی در لهستان است که در استان سیلزی سفلی واقع شده‌است.